# Annemasse
Annemasse település Franciaországban, Haute-Savoie megyében. Lakosainak száma 37 595 fő (2022. január 1.). Annemasse Ambilly, Cranves-Sales, Étrembières, Gaillard, Vétraz-Monthoux és Ville-la-Grand községekkel határos.

## Népesség
A település népességének változása:
| Lakosok száma | 34 261 | 35 234 | 35 461 | 35 712 | 36 250 | 36 582 | 37 485 | 37 918 | 37 595 |
|               | 2013   | 2015   | 2016   | 2017   | 2018   | 2019   | 2020   | 2021   | 2022   |